# Ferdinand Rau von und zu Holzhausen
Ferdinand August Wilhelm Christian Rau von und zu Holzhausen (* 5. Mai 1818 in Dorheim; † 18. März 1856 in Meran) war ein deutscher Gutsbesitzer und Mitglied der kurhessischen Ständeversammlung.

## Leben
Ferdinand Rau von und zu Holzhausen entstammte dem althessischen Rittergeschlecht Rau von Holzhausen, das über 500 Jahre im Besitz des Schlosses Rauischholzhausen war und mit dessen Verkauf im Jahre 1873 die Geschichte der Familie endete.
Er war ein  Sohn des Posthalters und Gutsbesitzers Rudolf Rau von  und zu Holzhausen  (1782–1829) und dessen Ehefrau Luise Bansa (1794–1845).
Als Gutsbesitzer in Dorheim  hatte er von 1848  bis 1849 ein Mandat für die  kurhessische Ständeversammlung als Vertreter des hanauischen Adels.
Das Parlament war nach den Unruhen im Jahre 1831 zum Zweck der Beratung und Verabschiedung einer Verfassung gebildet und hatte bis 1866 Bestand, als das Land Hessen durch Preußen annektiert wurde.

## Familie

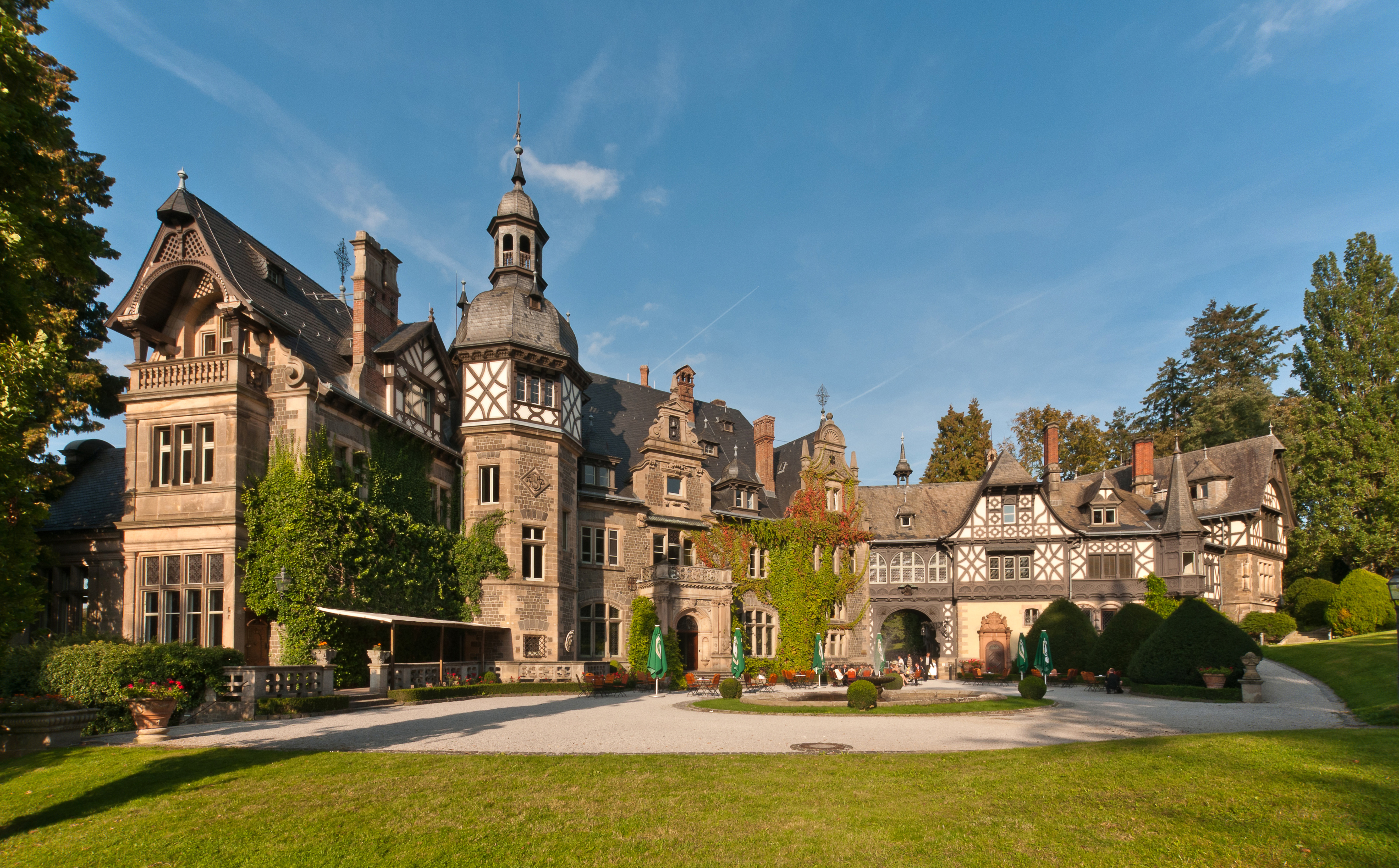
Schloss Rauischholzhausen, bis 1873 im Besitz der Familie Rau von Holzhausen

Am 2. September 1854 heiratete er in Marburg Henriette Luise Müller (* 1833, Tochter des Obergerichtsrrats Karl Müller und der Emilie Wagner).
Sein älterer Bruder Otto war ebenfalls Landtagsmitglied.
Nach dem Tod der beiden Söhne Ferdinands wurde der Familienbesitz (Schloss Rauischholzhausen und der Rauische Hof) im Jahre 1873 von dem preußischen Diplomaten Ferdinand Eduard von Stumm gekauft.